# Heimatmuseum Hiddensee
Das Heimatmuseum Hiddensee ist neben dem Gerhart-Hauptmann-Museum eines der beiden Museen des Gemeindeteils Kloster auf der Insel Hiddensee. Es ist das Heimatmuseum der gesamten Insel Hiddensee und steht in der Trägerschaft eines Eigenbetriebes der Gemeinde Insel Hiddensee. Eröffnet wurde es 1954 unter Leitung von Karl Ebbinghaus, zwei Jahre vor dem Gerhart-Hauptmann-Haus. Der eigens gegründete Förderverein Heimatmuseum der Insel Hiddensee e.V. unterstützt die Arbeit des Museums.

## Ausstellung

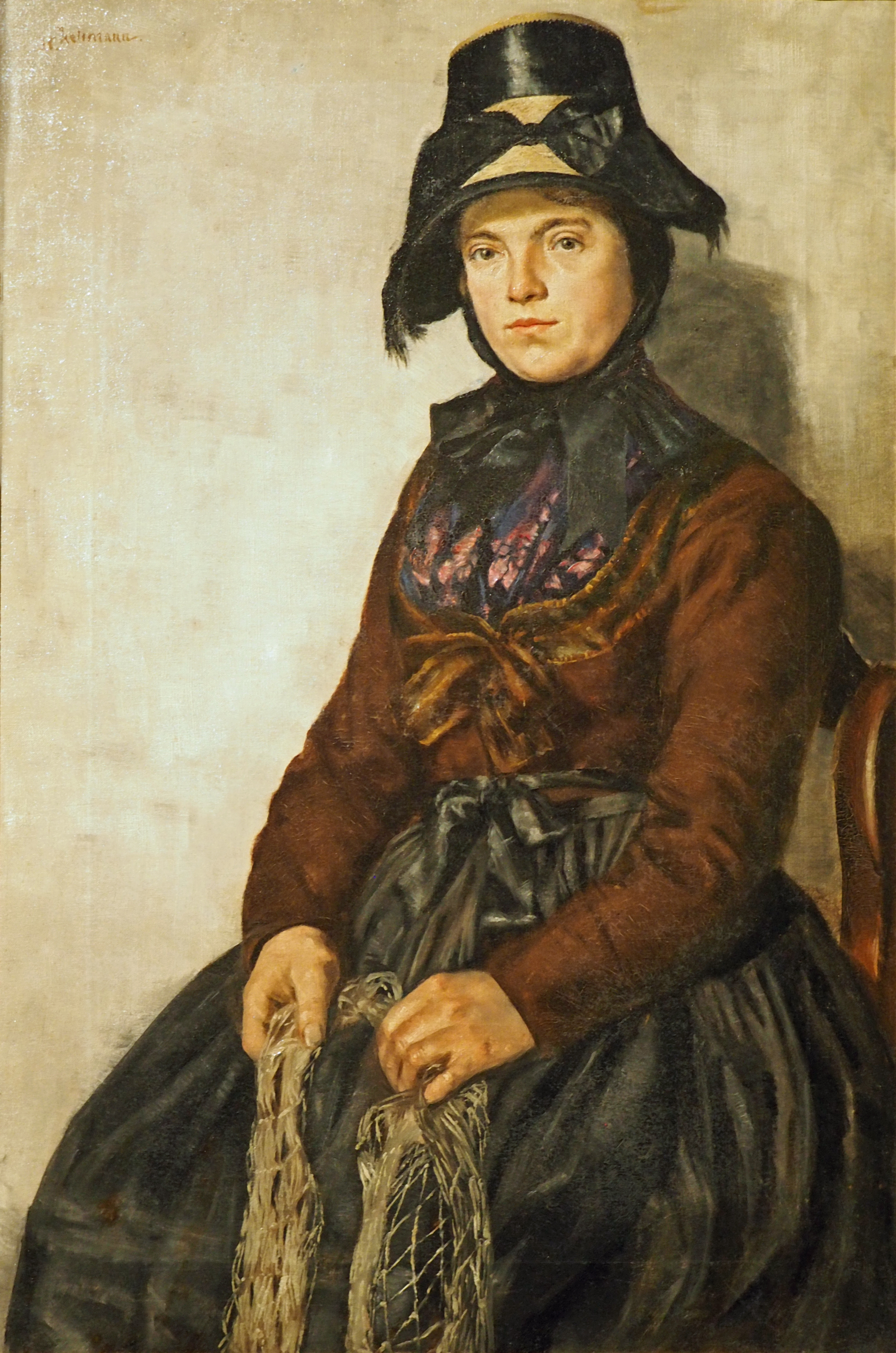
Frauenporträt im Heimatmuseum, gemalt von Henni Lehmann

Den Grundstock für eine Sammlung von Gebrauchsgegenständen des Hiddenseer Alltags legte der Schlosser Karl Ebbinghaus, den es aus Westfalen auf die Insel verschlug. Mithilfe von Spenden erwarb er nach der Rückkehr aus dem Krieg eine im Jahr 1888 am Oberstrand des Ortes Kloster errichtete Seenotrettungsstation und präsentierte hier bald interessierten Besuchern seine Exponate und Dokumente. Die Sammlung wurde durch weitere Spenden und eine Interessengemeinschaft Hiddenseer Einwohner sowie durch Aktivitäten der Museumsleitung stets erweitert; sie besteht aus einer Dauerausstellung, die die Natur- und Kulturgeschichte der Insel Hiddensee zeigt und einer kleinen jährlich variierenden Kunstausstellung.
Im Erdgeschoss werden Fossilien und die Tierwelt der Insel präsentiert. Ein kleiner Bereich gibt einen Einblick in die Seenotrettungstechnik früherer Zeit. Dem Bernstein ist ein eigener kleiner Raum vorbehalten (Bernsteinzimmer). Die Kulturgeschichte ist im ersten Stock des Museums zu sehen. Themen sind hier vor allem:
- die frühe Geschichte der Insel vom Neolithikum bis in die Wikingerzeit, u. a. mit einer Replik des Hiddenseer Goldschmucks, dessen Original im Kulturhistorischen Museum in Stralsund zu sehen ist,
- die Geschichte des Klosters im Norden der Insel Hiddensee, nach der heute der Ortsteil Kloster benannt ist,
- die Fischerei, insbesondere das Abgaben- und Frondienstesystem während der Zeit der Leibeigenschaft,
- die Organisation der Fanggemeinschaften in „Partien“ und deren Auslosung durch das Utkaveln (Auslosung durch kleine Kavelsteinchen, die mit Hausmarken versehen waren)
- die Seefahrt in Bezug auf Hiddensee, u. a. am Beispiel des Seemanns Hugo Thürke, einem Hiddenseer auf Großer Fahrt,
- die besondere Grabsteinkultur auf Hiddensee, die bis in das 20. Jahrhundert hinein Grabsteine sehr zurückhaltend, oft sogar nur mit der Hausmarke des Verstorbenen und seinem Sterbejahr versah,
- der Beschaffung der Blauen Tonerde auf Hiddensee im 18. Jahrhundert für die Stralsunder Fayencenmanufaktur sowie
- die Geschichte des Tourismus von ihren Anfängen bis heute gezeigt. Schwerpunkte sind dabei die Bedeutung Hiddensees als Künstlerkolonie im Kaiserreich und der Weimarer Republik, die Verdrängung der Juden aus dem Fremdenverkehr während der Zeit des Nationalsozialismus und der Tourismus während der DDR-Zeit.

Ein kleiner Raum im Erdgeschoss wird für Sonderausstellungen Hiddenseer Künstler genutzt.

## Lage
Das Heimatmuseum Hiddensee ist in einem ehemaligen Seenotrettungsschuppen untergebracht. Es liegt von der Straße aus dem Hauptort der Insel, Vitte, kommend links am Ortseingang von Kloster im Kirchweg 1.
Vor dem Zugang zum Gebäude befindet sich ein Rondell mit Blumen und Büschen, in dessen Zentrum ein großer Anker liegt. Aus der Erklärungstafel geht hervor, dass er wahrscheinlich als Reserveranker eines schwedischen 800–1000 Tonnen-Segelkriegsschiffes diente. Im Jahr 1975 zogen ihn die Fischer Karl und Günter Kollwitz aus Vitte aus der Ostsee. Er wurde 1987 aus Spendenmitteln der Besucher des Heimatmuseums erworben und als Blickfang davor abgelegt.